# Enfance majuscule
Enfance majuscule est une association de protection des droits de l'enfant. Ses principales missions consistent à prévenir et à informer de la  maltraitance sur mineur et également à lutter contre les situations de précarité infantile.

## Historique
L'association nait tout d'abord par l'impulsion d'Alexis Danan qui crée les comités Alexis Danan en 1936 afin de défendre les droits de l'enfant et d'aider ceux en situation de précarité ou de maltraitance sur mineur. Les comités se regroupent sous la forme d'une Fédération des comités Alexis Danan.
En 1956, Simone Chalon fonde le comité Alexis Danan de Boulogne-Billancourt. Elle succède à Alexis Danan à sa mort, à la tête de la Fédération des comités qui deviennent les « comités Enfance majuscule » lorsqu’elle crée la revue Enfance majuscule en 1991 avec Nicole Emam et Patricia Chalon.

## Actions
L'association « Enfance majuscule » développe plusieurs missions afin de protéger et de défendre les droits de l'enfant. Elle met en place des actions d'information afin de prévenir contre la maltraitance. L'association délivre aussi des formations dans les écoles de travailleurs sociaux ou d’infirmières pour les sensibiliser aux problèmes de maltraitance de l'enfant. L'association offre également un soutien contre la maltraitance et se porte partie civile auprès des victimes.
L'association organise le prix Média depuis 2013, qui récompense les programmes télévisés permettant de faire avancer les droits de l'enfant et de faire connaître les problèmes de maltraitance à travers le monde.
En 2014, après 134 numéros, la parution de la revue Enfance majuscule prend fin. Cependant, la revue est relancée en 2017 sous formats papier et numérique. Cette revue rend compte de l'actualité de l'enfance, de la psychologie et de la santé de l'enfant.

## Soutiens notables
- Michel Cymes, parrain de l'association
- Richard Berry, parrain du gala de l'association (à ce stade d’une enquête qui est en cours, la collaboration de Richard Berry en tant que parrain du Gala a été interrompue d’un commun accord. Enfance Majuscule est profondément attachée à entendre la parole des victimes et à défendre la présomption d’innocence)
- Boris Cyrulnik, parrain du Prix Média (2014-2018)
- Pierre Lévy-Soussan, parrain du Prix Média (2019)
- Bernard Golse, parrain du Prix Média (2021)